# Список бургграфов Магдебурга
Бургграф Магдебурга — правитель города Магдебург, вассал магдебургского архиепископа.
В начале XI века должность бургграфа Магдебурга принадлежала одной из ветвей Вальбекского дома. В 1080 году после смерти Майнфрида, единоутробного брата Конрада фон Вальбек, эта линия пресеклась и бургграфство, очевидно, было передано Герману фон Спанхейм, брату магдебургского архиепископа Хартвига. После смерти Германа, в период с 1118 по 1135 годы бургграфство находилось во владении графов Гройчских. После смерти Генриха фон Гройч бургграфом стал брат магдебургского архиепископа Конрада Бурхард II фон Кверфурт. С тех пор в Магдебурге правили его потомки. В 1269—1270 годах Бурхард VIII (XI) фон Кверфурт продал бургграфство магдебургскому архиепископу Конраду II, который передал его саксонским герцогам Иоганну и Альбрехту II. В 1290 году в результате раздела владений между Альбрехтом II и сыновьями Иоганна бургграфство Магдебург было присоединено к герцогству Саксен-Виттенберг.

## Список
| Имя                            | с          | по        | Годы жизни          | Примечания |
| ------------------------------ | ---------- | --------- | ------------------- | --- |
| Фридрих фон Вальбек            | после 1018 |           | 974 — после 1012    | Брат Титмара Мерзебургского. Последний раз упомянут в 1012 году. Впрочем, Титмар, умерший в 1018 году, не упоминает в своей хронике ни о смерти Фридриха, ни о том, что он стал бургграфом. |
| Конрад фон Вальбек             |            |           |                     | Сын Фридриха фон Вальбек и его жены Титбурги. |
| Майнфрид                       | до 1073    | 1080      | ум. 27 января 1080  | Сын Титбурги, единоутробный брат Конрада. |
| Герман фон Спанхейм            | 1080       | 1118      | ум. 22 июля 1118    | Брат магдебургского архиепископа Хартвига. Упоминается с начала XII века, но стал бургграфом Магдебурга, вероятно, уже в 1080.                                                              |
| Випрехт фон Гройч              | 1118       | 1124      | ум. 22 мая 1124     | |
| Генрих фон Гройч               | 1124       | 1135      | ум. 31 декабря 1135 | Сын Випрехта фон Гройч. |
| Бурхард II фон Кверфурт        | 1136       | 1161/1162 | ум. 1161/1162       | Брат магдебургского архиепископа Конрада. Бургграф Магдебурга под именем Бурхард I. |
| Бурхард III фон Кверфурт       | 1161/1162  | 1177/1178 | ум. 1177/1178       | Сын Бурхарда II фон Кверфурт. Бургграф Магдебурга под именем Бурхард II. |
| Бурхард IV фон Кверфурт        | 1177/1178  | 1190      | ок. 1170—1190       | Сын Бурхарда III фон Кверфурт. Бургграф Магдебурга под именем Бурхард III. |
| Гебхард IV фон Кверфурт        | 1190       | 1209      | ум. 1213/1216       | Брат Бурхарда IV фон Кверфурт. Был регентом при малолетнем племяннике Бурхарде V фон Кверфурт.                                                                                              |
| Бурхард V фон Кверфурт         | 1209       | 1243/1247 | ум. 1243/1247       | Сын Бурхарда IV фон Кверфурт. Бургграф Магдебурга под именем Бурхард IV. |
| Бурхард VI (IX) фон Кверфурт   | 1243/1247  | 1269/1270 | ум. 1269/1270       | Сын Бурхарда V. Бургграф Магдебурга под именем Бурхард V. При нём был составлен договор о продаже бургграфства, но подписывал договор уже его сын.                                          |
| Бурхард VIII (XI) фон Кверфурт | 1269/1270  | 1269/1270 | ум. 1306            | Сын Бурхарда VI (IX). Продал бургграфство в 1269/1270 архиепископу Конраду II. |